# Course de haies

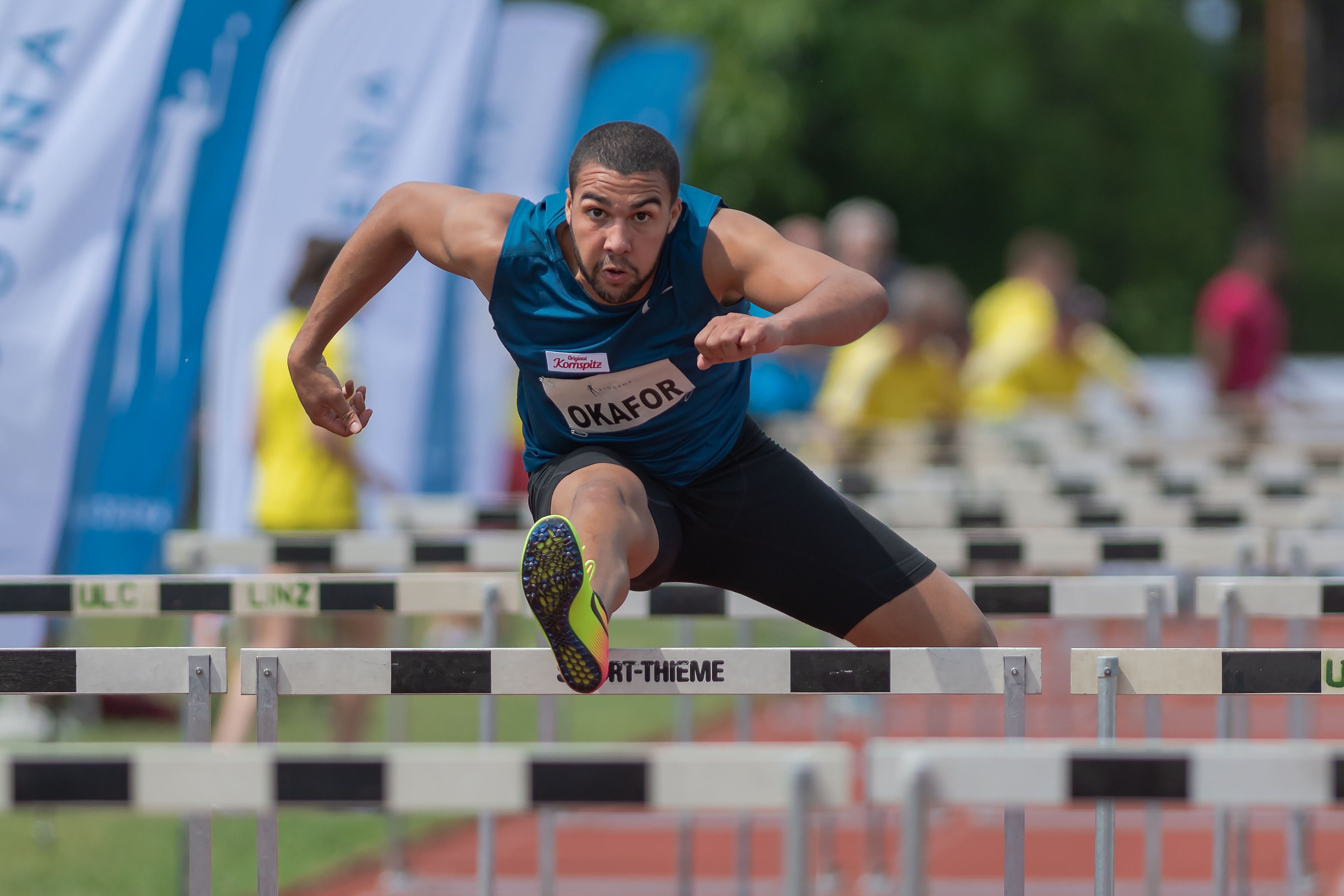
Homme à la course de haies au Leichtathletik Gala de Linz. Juin 2018.

En athlétisme, la course de haies est une course à pied comportant le franchissement d'obstacles semblables, appelées haies, réparties sur le parcours, telle le 100 m haies, le 110 m haies, le 200 mètres haies ou le 400 m haies. Le terme coureur de haies (hurdleur) et au féminin coureuse de haies (hurdleuse) désigne l'athlète pratiquant l'une de ces disciplines.

## Épreuves
En plein air, il existe trois distances toutes comportant dix haies : le 100 mètres haies pour les femmes avec des haies de 84 cm de hauteur, le 110 mètres haies pour les hommes avec des haies de 106,7 cm et le 400 mètres haies pour les deux catégories avec des haies de 76,2 cm pour les femmes et 91,4 cm pour les hommes.
En Mars 2025, World Athletics ajoute le 300m haies dans les règles de compétition,. Cette épreuve comporte 7 haies, dont les hauteurs sont les mêmes que pour le 400m haies. L'épreuve existait déjà mais n'était pas officielle.  
| Épreuve     | Genre  | Jeux olympiques                                     | Championnats du monde |
| ----------- | ------ | --------------------------------------------------- | --------------------- |
| 50 m haies  | H/F    | —                                                   | —                     |
| 55 m haies  | H/F    | —                                                   | —                     |
| 60 m haies  | H/F    | —                                                   | Depuis 1987 (salle)   |
| 80 m haies  | Femmes | 1932–1968                                           | —                     |
| 100 m haies | Femmes | Depuis 1972                                         | Depuis 1983           |
| 110 m haies | Hommes | Depuis 1896                                         | Depuis 1983           |
| 400 m haies | H/F    | 1900–08 & depuis 1920 (hommes) Depuis 1984 (femmes) | Depuis 1983           |

### Caractéristiques
| Hauteur de haies |        |        |
| 100 m haies      |        | 0,84 m |
| 110 m haies      | 1,06 m |        |
| 400 m haies      | 0,91 m | 0,76 m |
| 3 000 m steeple  | 0,91 m | 0,76 m |